# Loče, Vrba na Koroškem
Loče (nemško Latschach) je naselje v Občini Vrba na Koroškem v Okraju Beljak-dežela na Koroškem v Avstriji.